# بتانین
بتانین (به انگلیسی: Betanin) با فرمول شیمیایی C۲۴H۲۷N۲O۱۳ یک ترکیب شیمیایی است. که جرم مولی آن ۵۵۱٫۴۸ g/mol می‌باشد.
این ماده یک رنگ خوراکی گلیکوزیدی قرمز و یک افزودنی غذایی است که از چغندر به دست می‌آید. رنگ آن وابسته به pH است.
از دیگر منابع بتانین و دیگر بتالائین‌ها عبارتند از Opuntia cactus، برگ چغندر، و برگ‌های برخی گونه‌های گیاه تاج خروس.